# Mliba
Mliba est une ville située du centre-est de l’Eswatini.